# Bispehue (plante)
 For alternative betydninger, se Bispehue (flertydig). (Se også artikler, som begynder med Bispehue)
Bispehue (Epimedium) er en planteslægt, der er udbredt i Europa, Nordafrika og Asien. Her omtales kun de arter og hybrider, som jævnligt kan ses i Danmark.
| Arter |

- Finnet bispehue (Epimedium pinnatum)
- Stedsegrøn bispehue (Epimedium perralderianum)
- Storblomstret bispehue (Epimedium grandiflorum)

| Hybrider |

- Flerfarvet bispehue (Epimedium x versicolor)
- Hvid bispehue (Epimedium x youngianum)
- Rød bispehue (Epimedium x rubrum)